# エルモ・ホープ
エルモ・ホープ（Elmo Hope、1923年6月27日 – 1967年5月19日）は、アメリカ合衆国のジャズ・ピアニスト。主にビバップ様式やハードバップ様式で演奏を行なった。

## 略歴
ジョー・モリス楽団に入団して音楽活動を開始する。1953年からニューヨークでリーダーとして録音を行い、ソニー・ロリンズやルー・ドナルドソン、クリフォード・ブラウン、ジャッキー・マクリーンのサイドマンとしても録音に携わった。チェット・ベイカーとも共演している。薬物使用のせいでニューヨークのキャバレーへの出演許可証を失ったため、1957年にロサンゼルスに移動する。ライオネル・ハンプトンと共演し、ハロルド・ランドやカーティス・カウンスと録音を行なった。リーダーとしては、フランク・フォスターやジョン・コルトレーン、ハンク・モブレー、アート・ブレイキー、ポール・チェンバース、フィリー・ジョー・ジョーンズと共演して録音を行なっている。録音のほとんどではトリオ編成を採っているが、稀にクィンテット編成を採る例もある。契約したレーベルは、ブルーノート・レコードやプレスティッジ、リバーサイドなどであった。
西海岸のジャズ界に幻滅して1961年にニューヨークに戻るが、薬物所持のために短期間投獄され、釈放後に演奏活動を再開した。録音はほとんどしなかった。1967年に薬物の過剰摂取のため急死した。

## 後世への影響
ホープに影響されたビバップ様式のピアニストに、フランク・ヒューイットとサッシャ・ペリーの名を挙げることができる。ラズウェル・ラッドは自作の《希望 第2番（英語: Hope No. 2）》をホープの追憶に捧げた。ラッドはホープについて、「偉大で優れた作曲家。今なおアメリカの大きな秘密のひとつ」と呼んでいる。モダン・ジャズのギタリスト、カート・ローゼンウィンケルは、講習会やインタビューの場で、ホープに影響を受けたと繰り返し語ってきた。
バーサ（・ロザモンド）未亡人（Bertha (Rosamond) Hope, 1936年11月8日 – ）もジャズ・ピアニストであり、1961年に夫と共演して録音しているが、結婚前にもホープの作品を録音して発表している。

## ディスコグラフィ

### リーダー・アルバム
- 『イントロデューシング・ザ・エルモ・ホープ・トリオ』 - Elmo Hope Trio (1953年、Blue Note)
- 『エルモ・ホープ・クインテットVol.2』 - Elmo Hope Quintet, Volume 2 (1954年、Blue Note)
- 『メディテーションズ』 - Meditations (1955年、Prestige)
- 『ホープ・ミーツ・フォスター』 - Hope Meets Foster (1955年、Prestige)
- 『インフォーマル・ジャズ』 - Informal Jazz (1956年、Prestige)
- 『アート・ブレイキー&エルモ・ホープ』 - Art Blakey & The Jazz Messengers / The Elmo Hope Quintet Featuring Harold Land (1957年、Pacific) ※アート・ブレイキー&ザ・ジャズ・メッセンジャーズとのスプリット・アルバム
- 『エルモ・ホープ・トリオ』 - Elmo Hope Trio (1959年、Hifijazz)
- 『ヒアズ・ホープ』 - Here's Hope! (1961年、Celebrity)
- 『ハイ・ホープ』 - High Hope! (1961年、Beacon)
- 『ホームカミング!』 - Homecoming! (1961年、Riverside)
- 『ホープフル』 - Hope-Full (1961年、Riverside)
- 『サウンズ・フロム・ライカーズ・アイランド』 - Sounds from Rikers Island (1963年、Audio Fidelity)
- 『ラスト・セッション』 - Last Sessions – Volume One (1966年、Inner City)
- 『ラスト・セッションVol.2』 - Last Sessions – Volume Two (1966年、Inner City)

### 参加アルバム
- ルー・ドナルドソン・アンド・クリフォード・ブラウン : 『ルー・ドナルドソン・ウィズ・クリフォード・ブラウン』 - New Faces New Sounds (1953年、Blue Note)
- ルー・ドナルドソン・アンド・クリフォード・ブラウン : 『オルターニット・テイクス』 - Alternate Takes (1984年、Blue Note) ※1953年録音
- ルー・ドナルドソン : 『ルー・ドナルドソン・セトステットVOL.2』 - Lou Donaldson Sextet, Vol. 2 (1954年、Blue Note)
- ソニー・ロリンズ : 『ムーヴィング・アウト』 - Moving Out (1954年、Prestige)
- ジャッキー・マクリーン : 『ライツ・アウト!』 - Lights Out! (1956年、Prestige)
- カーティス・カウンス : 『エクスプローリング・ザ・フューチャー』 - Exploring the Future (1958年、Dooto)
- カーティス・カウンス : Sonority (1958年、Contemporary)
- ハロルド・ランド : Jazz at The Cellar 1958 (1958年、Lone Hill Jazz)
- ハロルド・ランド : 『ザ・フォックス』 - The Fox (1959年、Hifijazz)